# Michael Madl
Michael Madl, född den 21 mars 1988 i Judenburg, är en österrikisk fotbollsspelare som spelar för St. Veit Vogau.
Den 16 januari 2018 värvades Madl av Austria Wien.